# Leopoldo Torres Ríos
Leopoldo Torres Ríos (27 de diciembre de 1899 - 9 de abril de 1960) fue un director de cine argentino, uno de los pioneros del cine argentino y una de las figuras más notables de la Época de Oro del cine argentino. Dirigió 37 películas, entre 1923 y 1959, entre ellas tres mudas. Se caracterizó por su mirada intimista y su rechazo por las películas abiertamente comerciales. Fue también fotógrafo, letrista de tango y periodista. Fue uno de los fundadores de la entidad Directores Argentinos Cinematográficos en 1958.

## Relaciones familiares
El director de cine Carlos Torres Ríos fue su hermano. El director de cine Leopoldo Torre Nilsson fue su hijo. Los directores de cine Javier Torre y Pablo Torre son sus nietos.

## Miscelánea
La película La mirada de Clara (2004), dirigida por su nieto Pablo Torre, trata sobre la vida de Leopoldo Torres Ríos, desde "la mirada" de su esposa, la señora Clara Nilsson de Torre.

## Filmografía

### Director
- Aquello que amamos (1959)
- Campo virgen (1958)
- Demasiado jóvenes (1958)
- Edad difícil (1956)
- Lo que le pasó a Reynoso (1955)
- El hijo del crack (1953)
- En cuerpo y alma (1953)
- La encrucijada (1952)
- Corazón fiel (1951)
- El regreso (1950)
- El crimen de Oribe (1950)
- El nieto de Congreve (1949)
- El hombre de las sorpresas (1949)
- Pantalones cortos (1949)
- El hijo de la calle (1949)
- Romance sin palabras (1948)
- Pelota de trapo (1948)
- El hombre del sábado (1947)
- Santos Vega vuelve (1947)
- La mujer más honesta del mundo (1947) -sin estreno comercial-
- La tía de Carlos (1946)
- El juego del amor y del azar (1944)
- El comisario de Tranco Largo (1942)
- ¡Gaucho! (1942)
- El mozo número 13 (1941)
- Sinvergüenza (1940)
- La luz de un fósforo (1940)
- Los pagarés de Mendieta (1939)
- El sobretodo de Céspedes (1939)
- La estancia del gaucho Cruz (1938)
- La vuelta al nido (1938)
- Adiós Buenos Aires (1938)
- Lo que le pasó a Reynoso (1937)
- El conventillo de la Paloma (1936)
- Empleada se necesita (1925)
- Buenos Aires bohemio (1924)
- El puñal del mazorquero (1923)

### Guionista
- Aquello que amamos (1959)
- Campo virgen (1958)
- Demasiado jóvenes (1958)
- Edad difícil (1956)
- Lo que le pasó a Reynoso (1955)
- El hijo del crack (1953)
- En cuerpo y alma (1953)
- La encrucijada (1952)
- El regreso (1950)
- El hijo de la calle (1949)
- El nieto de Congreve (1949)
- Pantalones cortos (1949)
- Romance sin palabras (1948)
- Pelota de trapo (1948)
- El hombre del sábado (1947)
- La mujer más honesta del mundo (1947) -sin estreno comercial-
- La tía de Carlos (1946)
- El juego del amor y del azar (1944)
- El comisario de Tranco Largo (1942)
- ¡Gaucho! (1942)
- El mozo número 13 (1941)
- La piel de zapa (1943)
- Sinvergüenza (1940)
- La luz de un fósforo (1940)
- Los pagarés de Mendieta (1939)
- El sobretodo de Céspedes (1939)
- La estancia del gaucho Cruz (1938)
- La vuelta al nido (1938)
- Adiós Buenos Aires (1938)
- Lo que le pasó a Reynoso (1937)
- El conventillo de la Paloma (1936)
- Empleada se necesita (1925)
- Buenos Aires bohemio (1924)
- El puñal del mazorquero (1923)
- El guapo del arrabal(1923)
- De nuestras pampas (1923)
- La gaucha (1921)
- Palomas rubias (1920)

Montador
- ¡Gaucho! (1942)

Argumentista
- La danza de la fortuna (1944)

Temas Musicales
- Aquello que amamos (1959)
- La mujer más honesta del mundo (1947)
- La tía de Carlos (1946)
- ¡Gaucho! (1942)
- El sobretodo de Céspedes (1939)
- Adiós Buenos Aires (1938)

Adaptación
- Santos Vega vuelve (1947)

(1947)
Productor asociado
- El crimen de Oribe (1950)

## Premios y reconocimientos
Festival Internacional de Cine de San Sebastián
| Año  | Categoría                                                                              | Película          | Resultado |
| ---- | -------------------------------------------------------------------------------------- | ----------------- | --------- |
| 1958 | Mención especial al Premio Perla del Cantábrico al mejor largometraje de habla hispana | Demasiado jóvenes | Ganador   |